# Quattro Giorni di Dunkerque 1976
La Quattro Giorni di Dunkerque 1976, ventiduesima edizione della corsa, si svolse dal 5 al 9 maggio su un percorso di 946 km ripartiti in 5 tappe (la seconda e la quinta suddivise in due semitappe), con partenza e arrivo a Dunkerque. Fu vinta dal belga Freddy Maertens della Flandria-Velda-W-VL Vleesbedrijf davanti ai francesi Jean-Pierre Danguillaume e  Roger Legeay.

## Tappe
| Tappa  | Data     | Percorso                                                        | km   | Vincitore di tappa    | Leader cl. generale |
| ------ | -------- | --------------------------------------------------------------- | ---- | --------------------- | ------------------- |
| 1ª     | 5 maggio | Dunkerque > San Quintino                                        | 222  | André Mollet          | André Mollet        |
| 2ª-1ª  | 5 maggio | San Quintino > Saint-Amand-les-Eaux                             | 144  | Frans Van Vlierberghe |                     |
| 2ª-2ª  | 6 maggio | Saint-Amand-les-Eaux > Saint-Amand-les-Eaux (cron. individuale) | 12,5 | Freddy Maertens       | Freddy Maertens     |
| 3ª     | 7 maggio | Saint-Amand-les-Eaux > Lens                                     | 185  | Serge Vandaele        | Freddy Maertens     |
| 4ª     | 8 maggio | Lens > Dunkerque                                                | 188  | Guy Maingon           | Freddy Maertens     |
| 5ª-1ª  | 9 maggio | Dunkerque > Poperinge                                           | 116  | Bernard Thévenet      | Freddy Maertens     |
| 5ª-2ª  | 9 maggio | Poperinge > Dunkerque                                           | 78   | Willy Planckaert      | Freddy Maertens     |
| Totale | Totale   | Totale                                                          | 946  |                       |                     |

## Dettagli delle tappe

### 1ª tappa
- 5 maggio: Dunkerque > San Quintino – 222 km

| Pos. | Corridore         | Squadra   | Tempo    |
| ---- | ----------------- | --------- | -------- |
| 1    | André Mollet      | Maes Pils | 5h44'25" |
| 2    | Jacques Esclassan | Peugeot   | a 27"    |
| 3    | Freddy Maertens   | Flandria  | a 28"    |

| Pos. | Corridore    | Squadra   | Tempo |
| ---- | ------------ | --------- | ----- |
| 1    | André Mollet | Maes Pils |       |

### 2ª tappa - 1ª semitappa
- 5 maggio: San Quintino > Saint-Amand-les-Eaux – 144 km

| Pos. | Corridore             | Squadra    | Tempo    |
| ---- | --------------------- | ---------- | -------- |
| 1    | Frans Van Vlierberghe | Flandria   | 3h32'20" |
| 2    | Claude Magni          | Jobo       | s.t.     |
| 3    | Léon Thomas           | Lejeune-BP | a 1'48"  |

| Pos. | Corridore | Squadra | Tempo |
| ---- | --------- | ------- | ----- |

### 2ª tappa - 2ª semitappa
- 6 maggio: Saint-Amand-les-Eaux > Saint-Amand-les-Eaux (cron. individuale) – 12,5 km

| Pos. | Corridore                | Squadra  | Tempo  |
| ---- | ------------------------ | -------- | ------ |
| 1    | Freddy Maertens          | Flandria | 16'05" |
| 2    | Jean-Pierre Danguillaume | Peugeot  | a 7"   |
| 3    | Michel Pollentier        | Flandria | a 22"  |

| Pos. | Corridore       | Squadra  | Tempo |
| ---- | --------------- | -------- | ----- |
| 1    | Freddy Maertens | Flandria |       |

### 3ª tappa
- 7 maggio: Saint-Amand-les-Eaux > Lens – 185 km

| Pos. | Corridore       | Squadra   | Tempo    |
| ---- | --------------- | --------- | -------- |
| 1    | Serge Vandaele  | Maes Pils | 4h13'14" |
| 2    | André Corbeau   | Jobo      | s.t.     |
| 3    | Freddy Maertens | Flandria  | a 16"    |

| Pos. | Corridore       | Squadra  | Tempo |
| ---- | --------------- | -------- | ----- |
| 1    | Freddy Maertens | Flandria |       |

### 4ª tappa
- 8 maggio: Lens > Dunkerque – 188 km

| Pos. | Corridore         | Squadra   | Tempo    |
| ---- | ----------------- | --------- | -------- |
| 1    | Guy Maingon       | Jobo      | 5h00'50" |
| 2    | Jacques Esclassan | Peugeot   | a 1'33"  |
| 3    | Walter Planckaert | Maes Pils | s.t.     |

| Pos. | Corridore       | Squadra  | Tempo |
| ---- | --------------- | -------- | ----- |
| 1    | Freddy Maertens | Flandria |       |

### 5ª tappa - 1ª semitappa
- 9 maggio: Dunkerque > Poperinge – 116 km

| Pos. | Corridore         | Squadra  | Tempo    |
| ---- | ----------------- | -------- | -------- |
| 1    | Bernard Thévenet  | Peugeot  | 2h48'12" |
| 2    | Michel Pollentier | Flandria | s.t.     |
| 3    | Jean Chassang     | Gitane   | a 7"     |

| Pos. | Corridore       | Squadra  | Tempo |
| ---- | --------------- | -------- | ----- |
| 1    | Freddy Maertens | Flandria |       |

### 5ª tappa - 2ª semitappa
- 9 maggio: Poperinge > Dunkerque – 78 km

| Pos. | Corridore        | Squadra   | Tempo    |
| ---- | ---------------- | --------- | -------- |
| 1    | Willy Planckaert | Maes Pils | 1h41'15" |
| 2    | Régis Delepine   | Gan       | s.t.     |
| 3    | Guy Sibille      | Peugeot   | s.t.     |

| Pos. | Corridore                | Squadra    | Tempo     |
| ---- | ------------------------ | ---------- | --------- |
| 1    | Freddy Maertens          | Flandria   | 23h24'11" |
| 2    | Jean-Pierre Danguillaume | Peugeot    | a 12"     |
| 3    | Roger Legeay             | Lejeune-BP | a 1'06"   |

## Classifiche finali

### Classifica generale
| Pos. | Corridore                | Squadra                          | Tempo     |
| ---- | ------------------------ | -------------------------------- | --------- |
| 1    | Freddy Maertens          | Flandria-Velda-W-VL Vleesbedrijf | 23h24'11" |
| 2    | Jean-Pierre Danguillaume | Peugeot-Esso-Michelin            | a 12"     |
| 3    | Roger Legeay             | Lejeune-BP                       | a 1'06"   |
| 4    | Walter Planckaert        | Maes Pils-Rokado                 | a 1'28"   |
| 5    | Guy Sibille              | Peugeot-Esso-Michelin            | s.t.      |
| 6    | Marc Demeyer             | Flandria-Velda-W-VL Vleesbedrijf | a 1'44"   |
| 7    | Michel Périn             | Gan-Mercier-Hutchinson           | a 1'50"   |
| 8    | Maurice Le Guilloux      | Gan-Mercier-Hutchinson           | a 2'00"   |
| 9    | Rachel Dard              | Peugeot-Esso-Michelin            | a 2'41"   |
| 10   | Bernard Hinault          | Gitane-Campagnolo                | a 4'43"   |